# Ædle vilde
Den ædle vilde (engelsk: noble savage) er en stereotypisk litterær figur, der legemliggør forestillingen om det indfødte, udenforstående, vilde menneske, en "anden", der ikke er blevet "ødelagt" af civilisation og derfor symboliserer menneskehedens iboende godhed.

## Inden for fantasy og science fiction
Den "ædle vilde" passer ofte til ukorrumperede racer inden for genrerne science fiction og fantasy, ofte bevidst som en kontrast til "faldne" mere avancerede kulturer, i film som Avatar og litteratur som Ringenes Herre. To meget berømte ædle vilde figurer inden for fantasy og science fiction, der er meget velkendte, er Tarzan skabt af Edgar Rice Burroughs og Conan Barbaren skabt af Robert E. Howard. Ka-Zar, Thongor og deslige er mindre kendte. Tarzan og Conan er ikke kun kendte gennem deres litteratur, men også gennem filmadaptioner og andet licenseret materiale. Eksempler på andre film der indeholder den "ædle vilde":
- Det lille hus på prærien (1974-1982)
- Guderne går Amok (1980)
- Moskitokysten (1986)
- Danser med ulve (1990)
- Pocahontas (1995)
- Indianeren i skabet (1995)
- Rabbit-Proof Fence (2002)
- Spirit – Hingsten fra Cimarron (2002)

## Den ædle vilde i dag
Ifølge anmeldere som The Daily Telegraphs Tim Robey fortsætter romantisk idealiserede skildringer af ikke-industrialiserede eller eksotiske mennesker i populære film som for eksempel i The Lone Ranger og Danser med ulve.

### Begreber
- Kulturrelativisme
- Guldalder
- Naturtilstand
- Xenocentrisme

### Kulturelle eksempler
- Altamont Free Concert § Hells Angels
- Fagre nye verden
- Fluernes Herre
- Den sidste mohikaner
- Tarzan, Abernes konge